# Rob Crossan
Robert James Crossan detto Rob (Barrie, 13 marzo 1968) è un ex sciatore alpino canadese.

## Biografia
Crossan ottenne il primo piazzamento internazionale in occasione dei Campionati mondiali di Saalbach-Hinterglemm 1991, dove fu 10º nella combinata; l'anno dopo esordì ai Giochi olimpici invernali e ad Albertville 1992 si classificò 35º nello slalom gigante, 20º nello slalom speciale, 12º nella combinata e non completò il supergigante. Ottenne il primo piazzamento in Coppa del Mondo il 15 dicembre 1992 a Madonna di Campiglio in slalom speciale (25º) e ai successivi Mondiali di Morioka 1993, sua ultima presenza iridata, nella medesima specialità si classificò 13º.
Ottenne il miglior piazzamento in Coppa del Mondo il 28 novembre 1993 a Park City in slalom speciale (8º) e ai successivi XVII Giochi olimpici invernali di Lillehammer 1994, sua ultima presenza olimpica, si piazzò 20º nello slalom gigante e non completò lo slalom speciale; il 3 marzo 1995 conquistò l'ultimo podio in Nor-Am Cup, a Vail in slalom speciale (3º), e prese per l'ultima volta il via in Coppa del Mondo il 20 dicembre dello stesso anno a Furano in slalom gigante, senza completare la prova. Si ritirò al termine di quella stessa stagione 1995-1996 e la sua ultima gara fu uno slalom speciale FIS disputato il 5 aprile a Blue Mountain.

## Palmarès

### Coppa del Mondo
- Miglior piazzamento in classifica generale: 92º nel 1994

### Nor-Am Cup
- Vincitore della classifica di slalom speciale nel 1993 e nel 1994[1]
- 4 podi (dati dalla stagione 1994-1995):
  - 1 secondo posto
  - 3 terzi posti

### Campionati canadesi
- 4 medaglie (dati parziali fino alla stagione 1994-1995)[2]:
  - 3 ori (slalom speciale nel 1990; slalom speciale nel 1992; slalom speciale nel 1993)
  - 1 argento (slalom speciale nel 1995)